# Новоандріївка (Пологівський район)
Новоандрі́ївка — село в Україні, у Оріхівській міській громаді Пологівського району Запорізької області. Населення становить 735 осіб (2001 р.).

## Географія
Село Новоандріївка знаходиться на відстані 2 км від села Новопавлівка та за 4,5 км від міста Оріхів. Через село проходить автомобільна дорога Т 0812.

## Історія
Новоандріївка заснована в 1879 році переселенцями з міста Оріхова.
До 2016 орган місцевого самоврядування — Новоандріївська сільська рада.
12 червня 2020 року, відповідно до Розпорядження Кабінету Міністрів України від № 713-р «Про визначення адміністративних центрів та затвердження територій територіальних громад Запорізької області», увійшло до складу Оріхівської міської громади.
19 липня 2020 року, в результаті адміністративно-територіальної реформи та ліквідації Оріхівського району, село увійшло до складу Пологівського району.
20 лютого 2023 року окупанти обстріляли цивільну інфраструктуру населеного пункту.
19 квітня 2024 року за словами голови Запорізької ОВА Івана Федорова, ворог завдав 5 авіаційних ударів по Роботиному, Малій Токмачці та Новоандріївці. 32 БПЛА різної модифікації атакували Гуляйполе, Левадне, Роботине, Малу Токмачку, Малинівку і Новоандріївку. ️2 обстріли РСЗВ накрили Левадне і Роботине. ️252 артобстріли завдано по території Гуляйполя, Малої Токмачки, Новоандріївки, Новоданилівки, Роботиного, Левадного та Малинівки.

## Населення

### Мова
Розподіл населення за рідною мовою за даними перепису 2001 року:
| Мова       | Кількість | Відсоток |
| ---------- | --------- | -------- |
| українська | 699       | 95.10%   |
| російська  | 34        | 4.63%    |
| білоруська | 2         | 0.27%    |
| Усього     | 735       | 100%     |

## Економіка
- «Таврійське», ФГ.

## Об'єкти соціальної сфери
- Школа.(Не працює з 2014 року)
- Дитячий садочок.(Не працює з 2019 року)
- Будинок культури.
- Фельдшерсько-акушерський пункт.